# Dansmusik EP
Dansmusik EP är en EP av Den Svenska Björnstammen, släppt 7 juni 2010.

## Låtlista
| Nr           | Titel                  | Längd |
| ------------ | ---------------------- | ----- |
| 1.           | Allting kommer bli bra | 3:03  |
| 2.           | Guld                   | 3:03  |
| 3.           | Dansmusik              | 2:35  |
| 4.           | Kärlekens matadorer    | 4:00  |
| 5.           | Till mor               | 2:47  |
| Total längd: | Total längd:           | 15:29 |